# Giuseppe Pellegrini (Drehbuchautor)
Giuseppe Pellegrini (* 25. Oktober 1925 in Genua; † Juli 1991?) war ein italienischer Drehbuchautor und Filmregisseur.

## Leben
Pellegrini besuchte 1941 bis 1943 Schauspielkurse am „Teatro sperimentale“ in Florenz, wohin die Familie in seiner Kindheit gezogen war, und spielte anschließend in verschiedenen Ensembles. Als Schauspieler ist er in der Florenzer Episode von Luchino Viscontis Paisà zu sehen. Daneben schrieb er Erzählungen und arbeitete an Skripten für Fotoromane. 1958 begann er für den Film zu arbeiten, als er für Alberto Principe als Regieassistent tätig war; häufiger jedoch schrieb er nun bis 1970 Drehbücher, meist für Renato Polselli. 1967 inszenierte er Gli angeli del fango über die Überschwemmungskatastrophe seiner Wahlheimatstadt, in dem er auch zahlreiche Funktionen innehatte und der offiziell Produzent Bellincioni als Regisseur ausweist. 1972 folgte eine Ko-Regie mit Principe, 1973 eine weitere weitgehend unbeachtet gebliebene Arbeit unter dem Pseudonym M. Mollin. In den 1980er Jahren schließlich schrieb Pellegrini für Pornofilme von Franco Lo Cascio.

## Filmografie (Auswahl)
- 1960 Die Geliebte des Vampirs (L'amante del vampiro) (Drehbuch, Schnittaufsicht)
- 1967: Gli angeli del fango (ungenannte Regie, Buch, Schnittaufsicht)
- 1973: Giorni d'amore sul filo di una lama (Regie & Drehbuch)